# Bravo Air Race
Bravo Air Race (Chiamato anche Reciproheat 5000 in Giappone e Air Race in Europa) è un videogioco di corse con aerei sviluppato dalla Xing Entertainment e distribuito dalla THQ nel 1997.

## Modalità di gioco
Il gioco presenta una modalità principale che permette di affrontare 4 percorsi di difficoltà crescente contro 12 avversari sulla lunghezza di 3 giri a bordo di 12 diversi aerei.
Oltre alla modalità principale, sono presenti anche una modalità Time Attack (In cui si avranno tre giri per battere il tempo record dei vari circuiti) e una modalità multigiocatore in split screen.

## Accoglienza
Il gioco non ha ricevuto critiche positive per quanto riguarda il comparto grafico, che risulta penalizzato dalla presenza eccessiva di pop up.